# Friedrich Gottlieb Stebler
Friedrich Gottlieb Stebler (Safnern, 11 agosto 1852 – Lahr/Schwarzwald, 7 aprile 1935) è stato un agronomo ed etnografo svizzero.

## Biografia
In seguito, alle lezioni presso la scuola agricola di Rütti, studiò agricoltura presso le Università di Halle e Lipsia. Nel 1875 fondò una stazione privata di controllo delle sementi, Samen-Kontrollstation, in Mattenhof bei Bern.
Nel 1876 conseguì la sua abilitazione alla Eidgenössische Technische Hochschule Zürich (ETH Zurich), dove insegnò agricoltura fino al 1901. Come agricoltore pubblicò delle opere sul mangime,sull'agricoltura e sulla pastorizia alpina. Dal 1889 al 1916 fu redattore della Schweizerischen Landwirtschaftlichen Zeitung.
In particolare, sviluppò anche un interesse per l'etnografia, dal quale fece varie visite a Vallese per studiare, in modo dettagliato, la vita e le abitudini della sua popolazione.

## Pubblicazioni principali
- Die bestern Futterpflanzen : Abbildungen und Beschreibungen derselben nebst ausführlicher Angaben betreffend deren Kultur, ökonom. Werth, Samen-Gewinnung, -Verunreinigungen, -Verfälschung, 1883 (con Carl Joseph Schröter), 1889.
- Les Mélanges de graines fourragères pour obtenir les plus forts rendements de bonne qualité : étude scientifique et pratique, 1888.[3][4]